# جان فریزر (تنیس‌باز)
 جان فریزر (انگلیسی: John Fraser؛ زاده ۱ اوت ۱۹۳۵) یک تنیس‌باز اهل استرالیا است.